# Corypha
Corypha L.  es un género con siete especies de plantas con flores de la familia  de las palmeras (Arecaceae).  Se trata de palmas con un largo peciolo que terminan con las hojas en forma de abanico redondeado.

## Distribución
Es nativo de la India, Malasia, Indonesia, Filipinas, Nueva Guinea, y el noreste de Australia (Península del Cabo York, Queensland).  

## Descripción
Todos son grandes palmeras, con un gran abanico en forma de hojas con pecíolos robustos que van desde 2 a 5 metros de longitud y que alcanzan alturas de 20-40 m con un diámetro de hasta 1-1,5 metros. 

## Taxonomía
El género fue descrito por Carlos Linneo y publicado en Species Plantarum 2: 1187. 1753. La especie tipo es: Corypha umbraculifera L.
Etimología
Corypha: nombre genérico que deriva de khoripha = "cumbre, pico", quizás refiriéndose a la inmensa inflorescencia compuesta en la punta del tallo.

## Especies
- Corypha lecomtei Becc. ex Lecomte
- Corypha microclada Becc.
- Corypha taliera Roxb.
- Corypha umbraculifera L. - Talipot Palm, palma de Ceilán.
- Corypha utan Lam. -